# Wharton (Texas)
Wharton is een plaats (city) in de Amerikaanse staat Texas, en valt bestuurlijk gezien onder Wharton County.

## Demografie
Bij de volkstelling in 2000 werd het aantal inwoners vastgesteld op 9237.
In 2006 is het aantal inwoners door het United States Census Bureau geschat op 9345, een stijging van 108 (1,2%).

## Geografie
Volgens het United States Census Bureau beslaat de plaats een oppervlakte van
18,7 km², geheel bestaande uit land. Wharton ligt op ongeveer 28 m boven zeeniveau.

## Plaatsen in de nabije omgeving
De onderstaande figuur toont nabijgelegen plaatsen in een straal van 24 km rond Wharton.

## Geboren
- Horton Foote (1916-2009), dramaturg en scenarioschrijver